# Henri Émile Sauvage
Henri Émile Sauvage (Boulogne-sur-Mer, 22 settembre 1842 – Boulogne-sur-Mer, 3 gennaio 1917) è stato un paleontologo, ittiologo ed erpetologo francese, era particolarmente rinomato come esperto di pesci e rettili mesozoici..

## Carriera
Ha lavorato come curatore presso il Muséum d'Histoire Naturelle di Boulogne-sur-Mer, e ha pubblicato molto su dinosauri del Giurassico superiore e altri vertebrati ritrovati nella regione di Boulonnais, nel nord della Francia. Suoi sono inoltre importanti contributi sulla paleontologia dei vertebrati ritrovati in Portogallo: nel 1897 descrisse Suchosaurus girardi, a partire da frammenti di mascella trovati nel paese.
Dal 1883 al 1896 fu direttore della stazione aquicole di Boulogne-sur-Mer. Fu membro della Société géologique de France. Nel 1893 Philippe Thomas pubblicò i risultati paleontologici della missione di esplorazione scientifica tunisina (1885-1886) in sei puntate più un atlante, con i lavori dei vari studiosi che avevano partecipato alla missione: un lavoro di Sauvage sui pesci, un lavoro di Victor-Auguste Gauthier sui ricci di mare, uno di Arnould Locard sui molluschi, uno di Auguste Péron su brachiopodi, briozoi e pentacriniti.
La specie plesiosauride Lusonectes sauvagei è stata intitolata in suo onore, come anche la specie di crostaceo Pseudanthessius sauvagei e la specie di geco Bavayia sauvagii.

## Opere
- Note sur les geckotiens della Nouvelle-Calédonie, 1878.[7]
- Bassin houiller et permien d'Autun et d'Épinac, 1889-1897 (con Frédéric Delafond, Michel Lévy, Bernard Renault, René Zeiller, 7 volumi).[8]
- Histoire naturelle des poissons, (1891); in Alfred Grandidier, Histoire physique, naturelle et politique de Madagascar.[9]
- Vertébrés fossiles du Portugal: Contributions à l'étude des poissons et des reptiles du jurassique et du crétacique, (1897).[10]
- Musées municipaux de Boulogne-sur-Mer, 1898.[3]
  - Articoli pubblicati su The Popular Science Montly:
- "Amphibious Fishes", Vol. 9, settembre 1876.
- "The Archer-Fishes", Vol. 12, gennaio 1878.
- "The Matamata", Vol. 16, marzo 1880.[11]
  - Biografia di Henri Émile Sauvage:
- La Vie et l'oeuvre d'Emile Sauvage, Casimir Cépède, Boulogne-sur-Mer, Imprimerie G. Hamain, 1923.[12]